# Мартирос Ерзнкаци
Мартиро́с Ерзнкаци́ (арм. Մարտիրոս Երզնկացի) — армянский монах, путешественник и историк XV века. 
Путешествовал в 1489—1496 годах по Западной Европе, достигнув Атлантического океана. Был в Италии, Швейцарии, Германии, Фландрии, Франции, Испании и Португалии. Прошёл пешком около 13 тыс. км. Был в десятках европейских городах, в том числе в Венеции, Париже, Сантьяго-де-Компостеле, Риме. Во время пребывания в Риме в 1490 году трижды встречался и беседовал с Папой Римским Иннокентием VIII. . На основе своих путешествий написал историческо-географическую книгу «История страны франков» (арм. «Պատմություն ֆռանկյաց երկրին»), известную также как «Путёвые заметки». В книге есть ценные сведения об экономической и демографической ситуации Западной Европы конца XV века. Особую важность Мартирос придаёт встретившимся ему на пути монастырям и архитектурным памятником. Сочинение Ерзнкаци сохранилось в оригинале и хранится в Матенадаране (рукопись № 3488). Был переведён на французский язык и издан вместе с армянским текстом в 1826 году.